# Grands Moulins de Paris (entreprise)
Pour les articles homonymes, voir Grands Moulins de Paris (homonymie).
Les Grands Moulins de Paris sont une société anonyme française de transformation du blé en farine. L'entreprise emploie 1034 salariés (2018).

## Historique
L'entreprise a été créée par un groupe de minotiers le 5 avril 1919, avec un capital de 10 millions de francs. A l'initiative notamment d'Ernest Vilgrain, sous-secrétaire d'Etat au ravitaillement de 1917 à 1920, administrateur de la société, elle fait construire une grande minoterie industrielle et moderne, les Grands Moulins de Paris, qui fonctionne à partir de mai 1921. Après des débuts difficiles qui ont obligé le conseil d'administration à ne pas distribuer de dividende jusqu'en 1923, la société devient prospère et réalise un chiffre d'affaires d'1,2 milliard de francs en 1928, pour un capital de 70 millions de francs. La société a pris à bail à partir de 1923-1924 ou contrôle d'autres moulins (grands moulins de Bordeaux, moulin de Port-Saint-Louis-du-Rhône, moulin de la Meunerie lilloise à Marquette-lez-Lille). Elle est progressivement contrôlée par la famille Vilgrain, une famille de minotiers originaires de Metz et installés à Nancy, qui y possèdent les grands moulins Vilgrain. 
Cette famille contrôle les grands moulins de Paris jusqu'en 1989, par l'intermédiaire d'une société holding (la Compagnie française commerciale et financière, qui détient 48 % du capital et 50,3 % des droits de vote des Grands Moulins), date à laquelle l'entreprise de BTP Bouygues rachète la société, dans l'intention de réaliser une opération immobilière. La société avait réalisé en 1988 un chiffre d'affaires de 4 milliards de francs (environ 968 millions d'euros) pour un bénéfice net de 8 millions de francs seulement. L'opération immobilière ayant été réalisée par le transfert de l'usine parisienne à Gennevilliers, Bouygues vend la société à des investisseurs en 1998.

## Activités
Elle possède entre autres :
- des marques enseignes : Campaillette et Copaline
- de la marque de grande consommation : Francine
- des marques produits pour les professionnels : Les Recettes de mon Moulin et Moul-Bie